# Oligarkiets jernlov
 Der er for få eller ingen kildehenvisninger i denne artikel, hvilket er et problem. Du kan hjælpe ved at angive troværdige kilder til de påstande, som fremføres i artiklen.

Oligarkiets jernlov er en klassisk politologisk hypotese formuleret af den tyske sociolog Robert Michels, der siger at ethvert parti vil udvikles til et oligarki, dvs. et fåmandsvælde, på grund af organisationsprocesser og ændringer i holdning hos de tillidsvalgte og lederne. Tendensen i retning af oligarki gælder for alle partier, uanset om de i udgangspunktet præges af en ideologi, der lægger vægt på lighed, inddragelse og demokrati. Denne lovmæssighed kan udvides til at gælde alle organisationer.
Michels formulerede sin tese om oligarkiets jernlov på baggrund af et studie af Sozialdemokratische Partei Deutschlands (SPD), i bogen Zur Soziologie des Parteiwesens in der Modernen Demokratie, udgivet i 1911.
| Politik | Spire Denne artikel om politik og ideologi er en spire som bør udbygges. Du er velkommen til at hjælpe Wikipedia ved at udvide den. |